# Oecetis theischingeri
Oecetis theischingeri là một loài Trichoptera trong họ Leptoceridae. Chúng phân bố ở miền Australasia.